# Jane Novak
Jane Novak (Saint Louis, 12 gennaio 1896 – Woodland Hills, 3 febbraio 1990) è stata un'attrice statunitense che lavorò soprattutto all'epoca del muto.
Era sorella dell'attrice Eva Novak e nipote dell'attrice Anne Schaefer.

## Filmografia
- Anne of the Trails, regia di William J. Bauman - cortometraggio (1913)
- At the Sign of the Lost Angel, regia di Rollin S. Sturgeon - cortometraggio (1913)
- Deception, regia di William J. Bauman - cortometraggio (1913)
- Sacrifice, regia di Hardee Kirkland - cortometraggio (1913)
- Any Port in a Storm, regia di William J. Bauman - cortometraggio (1913)
- The Return of Jack Bellew, regia di Robert Thornby - cortometraggio (1914)
- Ginger's Reign, regia di Burton L. King - cortometraggio (1914)
- The Ghosts, regia di William J. Bauman - cortometraggio (1914)
- The Kiss, regia di Ulysses Davis - cortometraggio (1914)
- A Little Madonna, regia di Ulysses Davis - cortometraggio (1914)
- Mareea the Half-Breed, regia di Ulysses Davis - cortometraggio (1914)
- Johanna, the Barbarian, regia di Ulysses Davis - cortometraggio (1914)
- Out in Happy Hollow, regia di Ulysses Davis - cortometraggio (1914)
- Hunger Knows No Law, regia di Ulysses Davis - cortometraggio (1914)
- Maria's Sacrifice, regia di William Humphrey - cortometraggio (1914)
- Detective and Matchmaker, regia di Ulysses Davis - cortometraggio (1914)
- An Innocent Delilah , regia di Ulysses Davis - cortometraggio (1914)
- When the Gods Forgive, regia di Ulysses Davis - cortometraggio (1914)
- Mareea, the Foster Mother, regia di Ulysses Davis - cortometraggio (1914)
- Ann, the Blacksmith, regia di Ulysses Davis - cortometraggio (1914)
- Willie Runs the Park, regia di Hal Roach - cortometraggio (1915)
- The Worthier Man, regia di Ulysses Davis - cortometraggio (1915)
- The Other Man's Wife, regia di Ulysses Davis - cortometraggio (1915)
- Her Gethsemane, regia di David Smith - cortometraggio (1915)
- Just Nuts, regia di Hal Roach - cortometraggio (1915)
- From Italy's Shores, regia di Otis Turner - cortometraggio (1915)
- The Hungry Actors, regia di Hal Roach - cortometraggio (1915)
- Her Mysterious Escort, regia di William C. Dowlan - cortometraggio (1915)
- Hunting a Husband, regia di Ulysses Davis - cortometraggio (1915)
- The Scarlet Sin, regia di Otis Turner (1915)
- A Little Brother of the Rich, regia di Otis Turner (1915)
- The Kiss of Dishonor, regia di Norval MacGregor - cortometraggio (1915)
- The Greater Courage - cortometraggio (1915)
- The White Scar, regia di Hobart Bosworth, Ulysses Davis (1915)
- Liquor and the Law - cortometraggio (1915)
- Graft, regia di George Lessey, Richard Stanton - serial cinematografico (1915)
- The Tenement House Evil - cortometraggio (1915)
- The Traction Grab - cortometraggio (1915)
- Tainted Money, regia di Ulysses Davis (1915)
- The Power of the People - cortometraggio (1916)
- Grinding Life Down - cortometraggio (1916)
- The Railroad Monopoly - cortometraggio (1916)
- America Saved from War  - cortometraggio (1916)
- Old King Coal - cortometraggio (1916)
- The Insurance Swindlers - cortometraggio (1916)
- The Harbor Transportation Trust - cortometraggio (1916)
- The Illegal Bucket Shops - cortometraggio (1916)
- The Milk Battle - cortometraggio (1916)
- The Powder Trust and the War - cortometraggio (1916)
- The Target
- The Iron Ring - cortometraggio (1916)
- The Patent Medicine Danger - cortometraggio (1916)
- The Pirates of Finance - cortometraggio (1916)
- Queen of the Prophets - cortometraggio (1916)
- The Photo Badger Game - cortometraggio (1916)
- The Final Conquest - cortometraggio (1916)
- The Iron Hand, regia di Ulysses Davis (1916)
- The Spirit of '76, regia di Frank Montgomery (1917)
- The Eyes of the World, regia di Donald Crisp (1917)
- La peccatrice innocente (The Innocent Sinner), regia di R.A. Walsh (Raoul Walsh) (1917)
- The Tiger Man, regia di William S. Hart (1918)
- Selfish Yates, regia di William S. Hart (1918)
- The Claws of the Hun, regia di Victor Schertzinger (1918)
- A Nine O'Clock Town, regia di Victor Schertzinger (1918)
- The Temple of Dusk, regia di James Young (1918)
- String Beans, regia di Victor Schertzinger (1918)
- Treat 'Em Rough (o The Two-Gun Man), regia di Lynn Reynolds (1919)
- The Money Corral, regia di William S. Hart (1919)
- The Fire Flingers, regia di Rupert Julian (1919)
- His Debt, regia di William Worthington (1919)
- Man's Desire, regia di Lloyd Ingraham (1919)
- Wagon Tracks, regia di Lambert Hillyer (1919)
- The Wolf, regia di James Young (1919)
- Behind the Door, regia di Irvin Willat (1919)
- The River's End, regia di Victor Heerman, Marshall Neilan (1920)
- The Great Accident, regia di Harry Beaumont (1920)
- The Golden Trail, regia di Jean Hersholt, Lewis H. Moomaw (come L.H. Moomaw) (1920)
- Fiore del Canadà (The Barbarian), regia di Donald Crisp (1920)[1].
- La sfinge bianca (Isobel or The Trail's End), regia di Edwin Carewe (1920)
- The Other Woman, regia di Edward Sloman (1921)
- Vie del destino (Roads of Destiny), regia di Frank Lloyd (1921)
- Three Word Brand (o 3 Word Brand), regia di Lambert Hillyer (1921)
- Kazan, regia di Bertram Bracken (1921)
- The Rosary, regia di Jerome Storm (1922)
- Belle of Alaska, regia di Chester Bennett (1922)
- Colleen of the Pines, regia di Chester Bennett (1922)
- The Snowshoe Trail, regia di Chester Bennett (1922)
- Thelma, regia di Chester Bennett (1922)
- The Soul of a Woman (1922)
- Divorce, regia di Chester Bennett (1923)
- Jealous Husbands, regia di Maurice Tourneur (1923)
- The Man Life Passed By, regia di Victor Schertzinger (1923)
- The Lullaby, regia di Chester Bennett (1924)
- The Man Without a Heart, regia di Burton L. King (1924)
- Two Shall Be Born, regia di Whitman Bennett (1924)
- Il furfante (The Blackguard o Die Prinzessin und der Geiger), regia di Graham Cutts (1925)
- Il treno della morte (The Danger Signal), regia di Erle C. Kenton (1925)
- The Substitute Wife, regia di Wilfred Noy (1925)
- Lazybones, regia di Frank Borzage (1925)
- Il peccato della puritana (The Prude's Fall), regia di Graham Cutts (1924)
- The Lure of the Wild, regia di Frank R. Strayer (1925)
- Share and Share Alike, regia di Whitman Bennett (1925)
- Whispering Canyon, regia di Tom Forman (1926)
- Lost at Sea
- One Increasing Purpose, regia di Harry Beaumont (1927)
- Closed Gates, regia di Phil Rosen (1927)
- What Price Love?, regia di Harry Revier (1927)
- Free Lips, regia di Wallace MacDonald (1928)
- Redskin, regia di Victor Schertzinger (1929)
- Ghost Town, regia di Harry L. Fraser (1936)
- Hollywood Boulevard, regia di Robert Florey (1936)
- Il prigioniero di Amsterdam (Foreign Correspondent), regia di Alfred Hitchcock (1940)
- Gallant Lady, regia di William Beaudine (1942)
- La taverna dell'allegria (Holiday Inn), regia di Mark Sandrich (1942)
- The Yanks Are Coming, regia di Alexis Thurn-Taxis (1942)
- Man of Courage, regia di Alexis Thurn-Taxis (1943)
- Furia nel deserto (Desert Fury), regia di Lewis Allen (1947)
- Il romanzo di Thelma Jordon (The File on Thelma Jordon), regia di Robert Siodmak (1950)
- La mia vita per tuo figlio (Paid in Full), regia di William Dieterle (1950)
- Le furie (The Furies), regia di Anthony Mann (1950)
- Morti di paura (Scared Stiff), regia di George Marshall (1953)
- Addio signora Leslie (About Mrs. Leslie), regia di Daniel Mann (1954)